# Тельч, Ари
Ари Тельч Бенфорадо (исп. Ari Telch Benforado, род. 7 мая 1962 года в Мехико, Мексика) — известный мексиканский актёр.

## Биография

### Ранние годы
Родился Ари Тельч 7 мая 1962 года в Мехико. С детства мечтал о кинематографе, даже любил играть перед родителями комедийные сценки, что повлияло на его карьеру — Ари Тельч стал молодым актёром — комиком.

### Карьера актёра
Ари Тельч принял участие всего в 14 телесериалах и 7 кинофильмах, но Ари везло — ему доставались ведущие роли.

### Личная жизнь
Ари Тельч женился на актрисе Нинель Конде. От этого брака у них 1 ребёнок, однако личная жизнь у них не сложилась — они развелись. Сейчас Ари Тельч женат на фотомодели Марсии де Крус.

### Ари Тельч сегодня
По состоянию на сегодняшний день Ари Тельч продолжает участвовать в киноработах.

## Фильмография

### Сериалы телекомпанииTelevisa
- 1986 Отмеченное время (1986—1990) — эпизод
- 1987 Дикая Роза (1987—1988) — Хорхе Андуэса
- 1989 Цветок и корица — Томас
- 1990 Сила любви — Маркос
- 1991 Девчушки — Хоакин
- 1992 Мария Мерседес — Карлос Урбина
- 1994 Кристальная империя — Хулио Ломбардо
- 1996 Зажжёный факел — Луис де Фонсеррада
- 1997 Свет женских глаз — Алехандро Салас
- 1998 Любовь всей моей жизни — Хорхе
- 2003 Свет женских глаз-2 — Алехандро Салас
- 2005 Другая сторона солнца — Патрисио Камачо